# دوه موگیلی
دوه موگیلی شهری در استان روسه کشور بلغارستان است که جمعیت آن در سال ۲۰۰۱ میلادی ۴٬۷۹۰ نفر بوده‌است.